# Hans von und zu Aufseß

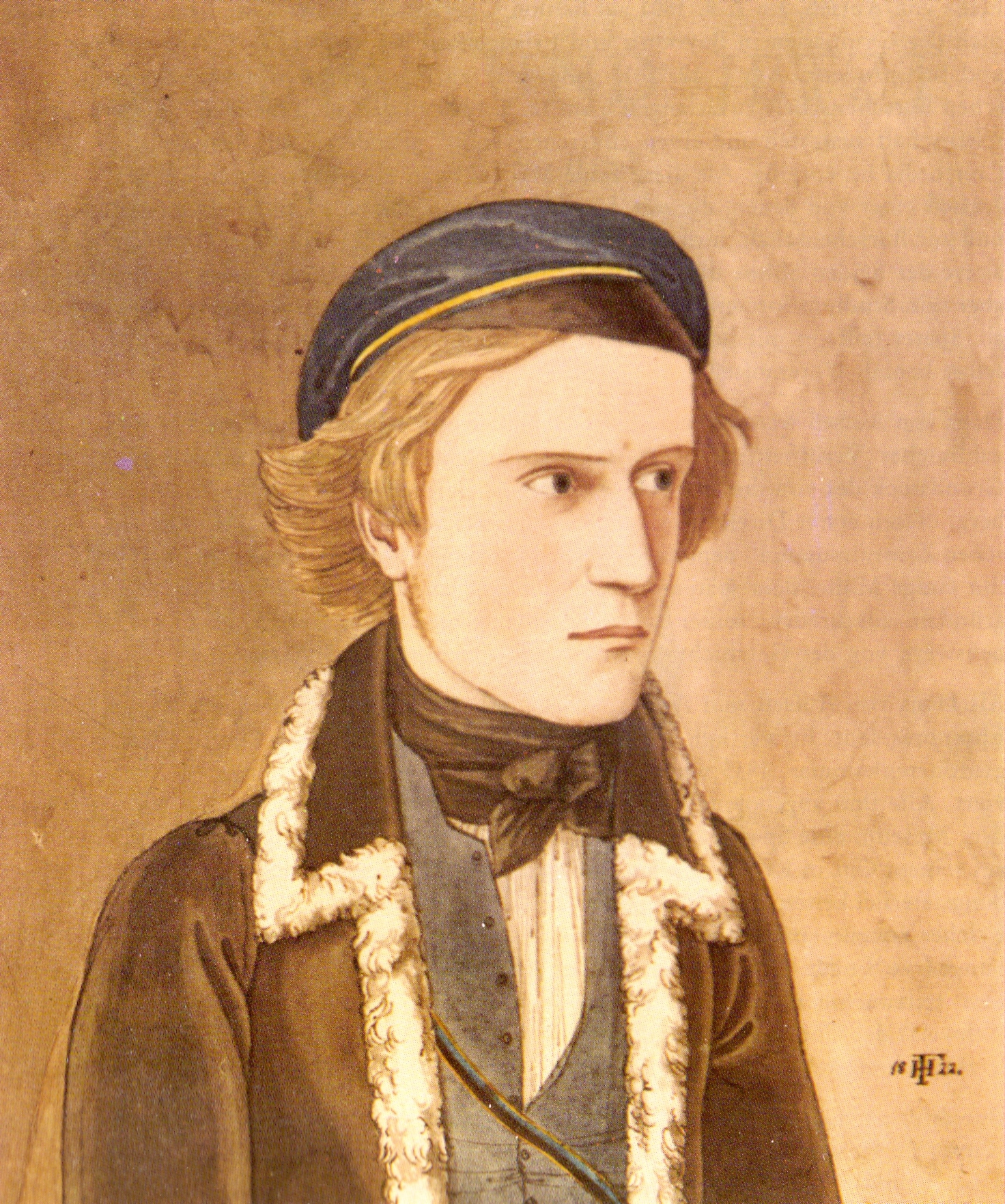
Friedrich Hoffstadt: Aufseß som student i Erlangen.

Hans Philipp Werner von und zu Aufseß, född den 7 september 1801 på Schloss Unteraufseß i Bayern, död den 6 maj 1872 i Münsterlingen, Thurgau, var en tysk friherre och museiman. 
Aufseß utgav från 1832 tillsammans med Franz Josef Mone den ansedda vetenskapliga tidskriften Anzeiger für Kunde der deutschen Vorzeit. Han grundlade 1853 i Nürnberg det germanska museet, vars förste föreståndare han var till 1862.